# Disneymania
Disneymania — первый альбом из серии Disneymania, выпущенный 27 сентября 2002 года.

## Список композиций
1. Анастейша — «Someday My Prince Will Come» (Белоснежка и семь гномов) — 3:45
2. A*Teens — «Under the Sea» (Русалочка) — 3:25
3. Ашер — «You'll be in My Heart» (Тарзан) — 4:12
4. *NSYNC — «When You Wish Upon a Star» (Пиноккио) — 2:22
5. Ашанти и Lil’ Sis Shi Shi — «Colors of the Wind» (Покахонтас) — 3:46
6. Smash Mouth — «I Wan’na Be Like You» (Книга джунглей) — 3:17
7. Джессика Симпсон — «Part of Your World» (Русалочка) — 3:28
8. Аарон Картер — «I Just Can’t Wait to Be King» (Король Лев) — 3:26
9. S Club — «Can You Feel the Love Tonight» (Король Лев) — 4:11
10. Baha Men — «Hakuna Matata» (Король Лев) — 3:43
11. Хилари Дафф — « The Tiki Tiki Tiki Room» (Walt Disney’s Enchanted Tiki Room) — 2:44
12. Jump5 — «Beauty and the Beast» (Красавица и Чудовище) — 3:28
13. No Secrets — «Kiss the Girl» (Русалочка) — 3:14
14. Кристина Агилера — «Reflection» (Мулан) — 3:34
15. Ронан Китинг — «Circle of Life» (Король Лев) — 4:43
16. Sweetbox — «A Whole New World»^ (Аладдин) — 3:26

- ^ бонусный трек.

## Чарты
| Чарт(2007)               | Высшая позиция |
| ------------------------ | -------------- |
| U.S. Billboard 200       | 52             |
| U.S. Top Internet Albums | 258            |
| U.S. Top Kids Audio      | 1              |

## Реакция критиков
Allmusic дал альбому оценку 3 из 5 звезд, отметив, что «некоторые из самых больших имён поп-музыки были переданы музыкой из многочисленных диснеевских фильмов (большая часть акцента была сделана на тарифах 80-х и 90-х годов), а затем попросила дать им совершенно новый макияж». Он описал интерпретации как «вливание легкого трип-хоп ритма», «надувного», «изгружающей электроники», «душевной», «накачки в битах», «а капелла», «'Футлуз»-подобное вращение", «заниженное» и «измеренный».

## Синглы
1. «Reflection» — Кристина Агилера
2. «Beauty and the Beast» — Jump5
3. «Colors of the Wind» — Ашанти & Lil’Sis Shi Shi
4. «I Wan’an Be Like You» — Smash Mouth

## Музыкальные видео
1. «I Wanna Be Like You» — Smash Mouth
2. «Reflection» — Кристина Агилера
3. «Beauty and the Beast» — Jump5
4. «Colors of the Wind» — Ашанти и Lil' Sis Shi Shi
5. «You’ll Be in My Heart» — Ашер